# Giuseppina Zacco
Giuseppina Zacco coniugata La Torre (Palermo, 25 ottobre 1927 – Roma, 30 settembre 2009) è stata un'attivista e politica italiana, dirigente del Partito Comunista Italiano nota per l’attività svolta contro la mafia e moglie di Pio La Torre.

## Biografia
Nata presso una famiglia della nobiltà palermitana, il padre, Francesco Zacco, fu un ufficiale medico dell'esercito. La madre, Carmela Vullo, casalinga, apparteneva ad un'antica famiglia di Palermo, possedeva un'ottima cultura e parlava correntemente il francese.

### L'iscrizione al Partito Comunista
La decisione di Giuseppina di iscriversi al Partito Comunista, inusuale per una giovane donna siciliana e di buona famiglia, non passò certo inosservata. Desiderava impegnarsi, dare il suo contributo a quell'Italia che stava cercando di lasciarsi alle spalle la guerra e il ventennio fascista. Una mattina dell'ottobre 1948, elegante come al solito, uscì di casa per recarsi al circolo del tennis. Ma qualcosa le fece cambiare programma; si reca infatti alla Federazione del PCI per iscriversi al Partito Comunista Italiano. L'uomo che le apre la porta della Federazione è Pio La Torre. Giuseppina rimane colpita da quel ragazzo, della quale diverrà la futura sposa. Si sposarono presto, appena un anno dopo essersi conosciuti, il 29 ottobre del 1949 in un ufficio dello stato civile di Palermo.

### La militanza con Pio La Torre
La coppia condivideva poco tempo, perché furono costretti a rientrare a Palermo per preparare l'occupazione delle terre in risposta alla strage di Melissa, comune della Calabria. La strage suscitò una forte rabbia in tutta Italia, scatenando una nuova ondata di scioperi e di occupazioni di feudi incolti. Furono mesi di dure lotte, che ebbero importanti conseguenze sociali, politiche, istituzionali.
Grazie alle sue notevoli capacità organizzative, divenne dirigente comunista, assumendo successivamente un ruolo di primo piano nella stesura della riforma agraria. Giuseppina Zacco lottava fianco a fianco con i contadini, preparando azioni di tipo propagandistico, impegnandosi anche nel lavoro dei campi.
Il 10 marzo 1950, durante l'occupazione del feudo «Santa Maria del Bosco» nel comune di Bisacquino, Pio La Torre viene arrestato, portato nel carcere dell'Ucciardone e falsamente accusato di aggressione. Sconta un anno e mezzo di reclusione in condizioni durissime.
Mentre scontava la pena, Giuseppina dà alla luce, Filippo, il loro primogenito. Il direttore dell'Ucciardone, infatti, colluso con i mafiosi presenti nel carcere, e trattandoli come se fossero ospiti del «Grand Hotel», vieta a Giuseppina il piacere di essere lei a presentare al marito il figlioletto di pochi mesi.
Fu infatti un secondino a portare al padre il piccolo Filippo, avvolto in un fagotto, mentre la madre fu costretta ad aspettare da sola in una stanzetta del carcere. Ecco come raccontano l'episodio Bascietto e Camarca: «Pio è emozionato, confuso. Non se l'aspettava. Si avvicina di corsa alla guardia carceraria per prendere in braccio suo figlio. Non è pratico di bambini. Non sa come tenerlo. Ma è solo questione di qualche minuto, poi gli viene tutto naturale. Se lo coccola per un bel po’». È in carcere da sei mesi e questa è la prima cosa bella che gli capita.
La Torre rimase ben 17 mesi in carcere, non sostenuto nemmeno dal suo stesso partito, che l'accusava di «frazionismo», insieme al suo amico segretario della federazione di Palermo, Pancrazio De Pasquale. Nel 1956 nasce il secondo figlio, Franco.
La lotta alla mafia sarà sempre presente nella vita e nell'azione politica di Giuseppina Zacco e seguirà di pari passo la lotta per i diritti dei lavoratori. Insieme a Pio La Torre aveva seguito le strategie politico-criminale-economiche della mafia, conoscendo gli interessi, il modo di agire e di pensare dei sospettati.
Appoggiò il marito per la lotta all'approvvigionamento idrico secondo il piano regolatore. Giuseppina e Pio furono grandi protagonisti nelle battaglie civili e politiche insieme al sindacato al partito, passando dalle campagne alle città. Condivise con il marito passione e lotte, impegno ed ideali, anche quando Pio venne chiamato ad assumere incarichi lontano dalla famiglia.
Nel 1969, Pio La Torre, dopo essere stato segretario della CGIL e del PCI siciliano, fu chiamato a Roma alla Direzione Centrale del partito. Giuseppina, assieme ai suoi figli, seguì il marito a Roma e poi di nuovo a Palermo dal 1979.

### L'attività parlamentare all'Ars
Dopo l'assassinio del marito nel 1982 si chiuse nel silenzio. Nel 1991 si candidò e fu eletta deputato all'Assemblea regionale siciliana nella lista del PDS nel collegio di Palermo . Si dimise nell'ottobre 1995, alcuni mesi prima della scadenza naturale della legislatura.